# آمریکا (ترانه)
آمریکا (به آلمانی: Amerika) ترانه‌ای از آلبوم برخیز، برخیز گروه آلمانی رامشتاین است. این ترانه در مورد تأثیرات فرهنگ ایالات متحده آمریکا بر مردم جهان است.
اواخر این ترانه از سیاست‌های آمریکا و دخالت آن در کشورهای دیگر انتقاد می‌کند:
(خوانده شده به آلمانی) من حرکت‌هایی بلدم که خیلی سودمند هستند
و من از تو در برابر اشتباهات محافظت می‌کنم
و هر کس نخواد تا آخر با من برخصه
نمیدونه که مجبوره
(خوانده شده به انگلیسی) من اینو به زبان مادریم نمیخونم
نه، این یک آهنگ عاشقانه نیست.

## موزیک ویدئو
در موزیک ویدئو این ترانه اعضای این گروه را با لباس فضانوردی بر روی ماه نشان می‌دهد که مشغول بازی پینبال هستند. همچنین تصاویری از فرهنگ‌های مختلف نشان داده می‌شود که سعی در نقلید از فرهنگ منفی آمریکایی مانند استفاده از سیگارهای ساخت آمریکا هستند. در اواخر ویدئو ساختگی بودن سفر آنها به ماه و استادیوی که آنها مشغول ضبط بودند را نشان می‌دهد که طعنه‌ای به نظریه‌های توطئه فرود بر ماه است.